# Викингскипет
Викингскипет (норв. Vikingskipet, в переводе на русский — Корабль викингов) — крытый конькобежный каток в Хамаре, Норвегия. Построен к Зимним Олимпийским играм 1994 года для проведения соревнований по конькобежному спорту. В различное время каток переоборудуется для проведения соревнований по велоспорту, а также проведения выставок и концертов. Ежегодно во время пасхи под крышей комплекса проводится один из крупнейших в мире LAN party — The Gathering (computer party).
Расположен на высоте 125 метров над уровнем моря. Стоимость строительства составила 230 млн норвежских крон.

## Соревнования
- Чемпионат мира по хоккею с мячом 1993
- Чемпионат мира по конькобежному спорту в классическом многоборье (1993, 1999, 2004, 2009, 2013)
- Чемпионат мира по конькобежному спорту в спринтерском многоборье (1996, 1997, 2002, 2007)
- Чемпионат мира по конькобежному спорту на отдельных дистанциях (1996)
- Чемпионат Европы по конькобежному спорту (1994, 2000, 2006, 2010)
- Чемпионат мира по трековым велогонкам 1993
- Зимние Олимпийские игры 1994
- Зимние Паралимпийские игры 1994
- Гран-при по спидвею (2002-04)
- Зимние юношеские Олимпийские игры 2016

## Рекорды катка
| Мужчины                 | Мужчины  | Мужчины           | Мужчины    | Мужчины |
| Дистанция               | Время    | Конькобежец       | Дата       |         |
| ----------------------- | -------- | ----------------- | ---------- | ------- |
| 100 м                   | 9,78     | Пекка Коскела     | 6.11.2004  |         |
| 500 м                   | 34,31    | Джереми Уотерспун | 25.1.2008  |         |
| 1000 м                  | 1.08,16  | Томас Крол        | 3.03.2022  |         |
| 1500 м                  | 1.44,27  | Шани Дэвис        | 21.11.2009 |         |
| 5000 м                  | 6.09,74  | Свен Крамер       | 7.2.2009   |         |
| 10 000 м                | 12.41,56 | Нильс ван дер Пул | 22.11.2009 |         |
| Спринтерское многоборье | 137,465  | Тацуя Синама      | 29.2.2020  |         |
| Классическое многоборье | 147,567  | Свен Крамер       | 7-8.2.2009 |         |

| Женщины                 | Женщины | Женщины           | Женщины    | Женщины |
| Дистанция               | Время   | Конькобежка       | Дата       |         |
| ----------------------- | ------- | ----------------- | ---------- | ------- |
| 100 м                   | 10,89   | Анисе Дас         | 10.8.2018  |         |
| 500 м                   | 37,25   | Нао Кодайра       | 2.02.2019  |         |
| 1000 м                  | 1.13,75 | Михо Такаги       | 28.02.2020 |         |
| 1500 м                  | 1.53,89 | Ирен Вюст         | 1.03.2020  |         |
| 3000 м                  | 3.58,00 | Ирен Схаутен      | 5.03.2022  |         |
| 5000 м                  | 6.50,07 | Мартина Сабликова | 21.11.2009 |         |
| Спринтерское многоборье | 148,870 | Михо Такаги       | 29.02.2020 |         |
| Классическое многоборье | 158,974 | Ирен Схаутен      | 6.3.2022   |         |